# When You Look Me in the Eyes Tour
Il When You Look Me in the Eyes Tour (o Look Me in the Eyes Tour), a volte stilizzata come il WYLMITE Tour, è il quarto tour dei Jonas Brothers e, il loro secondo tour per promuovere il loro secondo album, Jonas Brothers. Rooney ha aperto il tour. Un altro gruppo che ha aperto per loro durante questo tour è stata la Valora band, e un artista di supporto aggiuntivo era Marks Jen. Quando i Jonas Brothers sono stati a San Antonio, TX, al San Antonio Rodeo, né Rooney né Valora hanno aperto per loro visto che avevano solo un'ora di converto. Il Look Me in the Eyes Tour è iniziato il 31 gennaio 2008 e si è concluso il 18 aprile 2008 con un totale di 40 shows.

## Apertura
- Jen Marks
- Valora

### Rooney
1. "When Did Your Heart Go Missing?"
2. "Are You Afraid?"
3. "Blueside"
4. "If It Were Up To Me"
5. "Don't Come Around Again"
6. "I'm Shakin"

## Scaletta
1. "Year 3000"
2. "Just Friends"
3. "Australia"
4. "Goodnight and Goodbye"
5. "Hello Beautiful"
6. "Take a Breath"
7. "Underdog"
8. "Shelf"
9. "Pushin' Me Away"
10. "That's Just the Way We Roll"
11. "Games"
12. "Take on Me"
13. "Still in Love with You"
14. "Hollywood"
15. "Burnin' Up"
16. "When You Look Me in the Eyes"
17. "Hold On"

Encore
1. "A Little Bit Longer"
2. "S.O.S."

## Date
| Data             | Città             | Nazione               | Luogo                              |
| ---------------- | ----------------- | --------------------- | ---------------------------------- |
| 31 gennaio 2008  | Tucson            | Stati Uniti d'America | Tucson Convention Center           |
| 1º febbraio 2008 | Paradise          | Stati Uniti d'America | Planet Hollywood Resort and Casino |
| 2 febbraio 2008  | Los Angeles       | Stati Uniti d'America | Gibson Amphitheatre                |
| 2 febbraio 2008  | Los Angeles       | Stati Uniti d'America | Gibson Amphitheatre                |
| 3 febbraio 2008  | Los Angeles       | Stati Uniti d'America | Gibson Amphitheatre                |
| 5 febbraio 2008  | Everett           | Stati Uniti d'America | Comcast Arena                      |
| 6 febbraio 2008  | Portland          | Stati Uniti d'America | Arlene Schnitzer Concert Hall      |
| 8 febbraio 2008  | West Valley City  | Stati Uniti d'America | E Center                           |
| 9 febbraio 2008  | Denver            | Stati Uniti d'America | Colorado Convention Center         |
| 11 febbraio 2008 | El Paso           | Stati Uniti d'America | Chavez Theatre                     |
| 12 febbraio 2008 | San Antonio       | Stati Uniti d'America | AT&T Center                        |
| 14 febbraio 2008 | Houston           | Stati Uniti d'America | Toyota Center                      |
| 15 febbraio 2008 | North Little Rock | Stati Uniti d'America | Alltel Arena                       |
| 16 febbraio 2008 | Evansville        | Stati Uniti d'America | Roberts Stadium                    |
| 17 febbraio 2008 | Peoria            | Stati Uniti d'America | Peoria Civic Center                |
| 20 febbraio 2008 | Minneapolis       | Stati Uniti d'America | Target Center                      |
| 21 febbraio 2008 | Grand Rapids      | Stati Uniti d'America | Van Andel Arena                    |
| 22 febbraio 2008 | Rosemont          | Stati Uniti d'America | Allstate Arena                     |
| 23 febbraio 2008 | Detroit           | Stati Uniti d'America | Fox Theatre                        |
| 24 febbraio 2008 | Louisville        | Stati Uniti d'America | The Louisville Palace              |
| 25 febbraio 2008 | St. Louis         | Stati Uniti d'America | Fox Theatre                        |
| 27 febbraio 2008 | Kansas City       | Stati Uniti d'America | Sprint Center                      |
| 28 febbraio 2008 | Grand Prairie     | Stati Uniti d'America | Nokia Theatre                      |
| 1º marzo 2008    | Hidalgo           | Stati Uniti d'America | Dodge Arena                        |
| 2 marzo 2008     | Lafayette         | Stati Uniti d'America | Cajundome                          |
| 4 marzo 2008     | Grand Prairie     | Stati Uniti d'America | Nokia Theatre                      |
| 7 marzo 2008     | Sunrise           | Stati Uniti d'America | BankAtlantic Center                |
| 8 marzo 2008     | Tampa             | Stati Uniti d'America | St. Pete Times Forum               |
| 9 marzo 2008     | Orlando           | Stati Uniti d'America | Amway Arena                        |
| 11 marzo 2008    | Richmond          | Stati Uniti d'America | Richmond Coliseum                  |
| 13 marzo 2008    | Reading           | Stati Uniti d'America | Reading Eagle Theatre              |
| 14 marzo 2008    | Fairfax           | Stati Uniti d'America | Patriot Center                     |
| 15 marzo 2008    | Manchester        | Stati Uniti d'America | Verizon Wireless Arena             |
| 16 marzo 2008    | Bridgeport        | Stati Uniti d'America | Arena at Harbor Yard               |
| 18 marzo 2008    | Wallingford       | Stati Uniti d'America | Chevrolet Theatre                  |
| 19 marzo 2008    | Portland          | Stati Uniti d'America | Cumberland County Civic Center     |
| 20 marzo 2008    | Boston            | Stati Uniti d'America | Agganis Arena                      |
| 21 marzo 2008    | Atlantic City     | Stati Uniti d'America | Mark G. Etess Arena                |
| 22 marzo 2008    | East Rutherford   | Stati Uniti d'America | Izod Center                        |
| 18 aprile 2008   | Città del Messico | Messico               | Vive Cuervo Salón                  |